# 最棒的心/La Bella Patria/連接Connect
《最棒的心/La Bella Patria/連接Connect》（日语： Saikō Heart/La Bella Patria/Tsunagaru Connect）是電視動畫《Love Live! 虹咲學園學園偶像同好會》插入曲，於2020年12月2日發售。此單曲對應劇情中每話的演唱者，共分成三種版本，分別為宮下愛盤、艾瑪·薇蒂盤、天王寺璃奈盤。

## 概要
本單曲為電視動畫《Love Live! 虹咲學園學園偶像同好會》插入曲。〈最棒的心〉、〈La Bella Patria〉、〈連接Connect〉為動畫第4、5、6話插曲，分別由宮下愛（聲：村上奈津實）、艾瑪·薇蒂（聲：指出毬亞）、天王寺璃奈（聲：田中千惠美）演唱。

## 收錄曲目
括號中的中文翻譯僅供參考，並非官方翻譯。三種版本的曲目皆為相同，所以不分別列舉。
收錄內容
1. （最棒的心）
  - 作詞：Ayaka Miyake，作曲、編曲：PASSiON KiNG
  - 歌：宮下愛（村上奈津實）
  - TV動畫《Love Live! 虹咲學園學園偶像同好會》第4話插曲。

2. La Bella Patria
  - 作詞：Ayaka Miyake，作曲、編曲：齊藤庸介
  - 歌：艾瑪·薇蒂（指出毬亞）
  - TV動畫《Love Live! 虹咲學園學園偶像同好會》第5話插曲。

3. （連接Connect）
  - 作詞：Ayaka Miyake，作曲：DECO*27，編曲：Police Piccadilly
  - 歌：天王寺璃奈（田中千惠美）
  - TV動畫《Love Live! 虹咲學園學園偶像同好會》第6話插曲。

4. La Bella Patria (Off Vocal)